# Angus & Julia Stone
Angus & Julia Stone (frate și soră) formează un grup australian  folk și pop indie , format în 2006 de către cei doi artiști. Părinții lor au performat ca un duo folk-înainte ca Julia și Angus să se nască. Angus & Julia Stone au lansat trei albume de studio,  A Book Like This(2007),   Down the Way (2010) și  albumul auto-intitulat (2014). La ARIA Music Awards 2010 au câștigat cinci premii la nouă nominalizări:Album of the Year, Best Adult Alternative Album, Best Cover Art and Producer of the Year pentru Down the Way and Single of the Year pentru "Big Jet Plane".  Cei doi frați au fiecare două albume solo lansate.. 

## Istoria

### Primii ani și stilul muzical
Angus & Julia Stone reprezintă un duo frate-sora folk-blues  care a fost format în Sydney, la începutul anului 2006. Părinții lor, Kim Stone         ( biolog marin, cântăreață și profesoară de liceu, care a petrecut 20 de ani în Institutul de gestionare a fondurilor, acum Kim Jones - un Non-Executiv în Consiliul de administrație) și John Stone (membru al unei trupe rock, constructor și profesor de liceu), au fost un duo folk-înainte de Angus și Julia, sora mai mare a lui, Catherine, s-a născut (octombrie 1982). Catherine, Julia (născută la 13 aprilie 1984) și Angus (născut la 27 aprilie 1986) au crescut într-o suburbie din Newport de la Sydney's Northern Beaches .Ei au urmat cursurile primare la Newport Primary School și apoi liceul Barrenjoey  – toate abilitățile   le-au preluat de la tatăl și  mama lor, care le-au cântat și ajutat să-și dezvolte muzicalitatea. La reuniuni de familie, atunci când copiii au interpretat, Catherine cânta la saxofon, Julia la trompetă și Angus la trombon, Kim cânta cu vocea și John la clape sau chitară.

## References
1. 1 2  Murfett, Andrew (3 septembrie 2010). „Stone Hearts Renewed”. The Age. Fairfax Media. Accesat în 9 decembrie 2012.
2. ↑  Murfett, Andrew (16 octombrie 2007). „Angus & Julia Stone”. The Age. Fairfax Media. Accesat în 9 decembrie 2012.
3. ↑  Nimmervoll, Ed. „Angus and Julia Stone”. Howlspace – The Living History of Our Music (Ed Nimmervoll). White Room Electronic Publishing Pty Ltd. Arhivat din original la 27 iulie 2012. Accesat în 30 ianuarie 2014.